# Józef Bohdan Dziekoński
Józef Bohdan Dziekoński (ur. 7 lutego 1816 w Warszawie, zm. 3 lipca 1855 w Paryżu) – polski prozaik epoki romantyzmu; znany z burzliwego życia oraz tajemniczej osobowości autor „opowieści niesamowitych”.
W znacznej mierze inspirowane hoffmannowskim obliczem literatury grozy oraz mistyką chrześcijańską, nowele Dziekońskiego skupiały się na sferze zmagań duchowych bohaterów bez reszty zaangażowanych w „poszukiwanie absolutu prawdy”, wiecznej miłości oraz realizacji metafizycznych tęsknot. Dlatego też zamieszkaną przez nich magiczną przestrzeń pogranicza jawy i snu, „nocy ciemnej”, historii i proroctwa, wypełniają zjawy, byronicznie nakreśleni alchemicy, czarnoksiężnicy, różokrzyżowcy czy mistycy uwikłani w granice ezoterycznego poznania.
Za magnum opus Dziekońskiego uznaje się, osnutą wokół burzliwych dziejów kontrreformacji, alegoryczną powieść o Człowieku Wiecznym, Sędziwoj (1845). Inne jego utwory to np. niedokończone szkice powieściowe, wykorzystujące fantastykę dla oddania psychologicznego portretu „dziecięcia wieku”, najczęściej nieszczęśliwie kochającego bądź szalonego, czy artykuły z dziedziny nauk hermetycznych. Znakomita większość utworów Dziekońskiego pozostała jednak nieznana; po śmierci pisarza, zgodnie z testamentem, spalono bowiem wszystkie niewydane rękopisy. Współcześnie pisarz ten popadł w zapomnienie.
Dziekoński był również aktywnym patriotą, konspiratorem oraz współtwórcą legionów polskich na obczyźnie. Jako żołnierz związany z nurtem mesjanizmu Andrzeja Towiańskiego oraz legionami Adama Mickiewicza. Zarobkowo pracował jako grafik, tłumaczył literaturę europejską. Ze względu na wybitną pozycję w kręgu tak zwanej Cyganerii Warszawskiej często nazywany bywał „Papieżem Cyganów”.

## Życiorys
Choć dzieje życia Dziekońskiego obfitują w nadzwyczaj burzliwe koleje losu, niektóre punkty jego biografii, jak i jego osobowość wciąż stanowią dla badaczy pewnego rodzaju zagadkę. O pisarzu mówi się często w kontekście ofiary „fatalności dziejów”; jako o postaci tajemniczej, zanurzonej w mroku, bohaterze rodem z własnych „opowieści niesamowitych”. Jako człowiek młody był siejącym zgorszenie skandalistą, następnie stał się wzorem artystycznego cygana i dandysa, by w ostatnich latach życia żarliwie i bez reszty oddać się dziełu wyzwolenia narodowego w duchu przekonań mesjanistycznych.

### Dzieciństwo i młodość
Józef Bohdan Dziekoński urodził się 7 lutego 1816 w Warszawie, w domu znanego pedagoga, Tomasza Dziekońskiego oraz Tekli Dziekońskiej z domu Błociszewskich. Data przyjścia na świat to właściwie jedyny pewny fakt z dziecięcych lat przyszłego pisarza; mało tego – brak jakichkolwiek poszlak historyczno-literackich uniemożliwia choćby pobieżne zrekonstruowanie tego wycinka jego życia. Uczęszczał prawdopodobnie do warszawskiej Szkoły Wojewódzkiej Praktyczno-Pedagogicznej przy ul. Leszno, której jego ojciec był dyrektorem. Ukończyć miałby ją w 1830, na kilka lat przed tym jak jej absolwentami zostali przyszli członkowie Cyganerii Warszawskiej: Roman Zmorski, Seweryn Filleborn, Aleksander Niewiarowski oraz Włodzimierz Wolski.
Datą przełomową w życiu Dziekońskiego był wybuch powstania listopadowego, 29 listopada 1830. Jako czternastoletni zaledwie chłopiec od razu rzucił się w wir walki, najpierw w Warszawie i okolicach, by 13 lipca 1831 (a więc po klęsce powstania) wraz z korpusem generała Antoniego Giełguda przekroczyć granicę Prus Wschodnich. W tym miejscu dała jednak znać o sobie „fatalność historii”. Wszystko to miało bowiem miejsce w okolicy Gorzdowa, na nieszczęście akurat w chwili, gdy generał zmuszony został do złożenia broni, a następnie zginął od kuli podwładnego oficera – Stefana Skulskiego. Pojmany przez władze pruskie Dziekoński podjął dramatyczną decyzję: zeznał, że nie jest Polakiem. Dzięki naprędce sfingowanemu życiorysowi oraz nie najgorszej znajomości języka niemieckiego otrzymał możliwość podjęcia studiów w Królewcu.
Edukacja w Prusach nie trwała jednak długo. Prawdopodobnie w 1832 został zwolniony z uczelni, czego powodem było zabicie przeciwnika podczas honorowego pojedynku. Co prawda Dziekoński narażał się władzom oświaty już wcześniej, kiedy to posądzano go o jakieś trudne dziś do zweryfikowania przestępstwa, aresztowano, ostatecznie jednak oczyszczając go z zarzutów z powodu braku wystarczających dowodów. Tym razem nie obyło się bez kary. Został uwięziony, zwolniony zaś w 1833 z powodu amnestii. Natychmiast opuścił wówczas Prusy, by starać się o przyjęcie na fakultet medyczny w Dorpacie. Dzięki staraniom wpływowego ojca, przyszłego pisarza, wiosna 1839 przyniosła pomyślny rezultat tych zamierzeń.
Podczas studiów na dorpackim uniwersytecie Dziekoński został przyjęty do grona burszów (pełnoprawnych członków) najstarszej, polskiej korporacji akademickiej Polonia. Od razu zyskał sobie wśród rówieśników i profesorów opinię niezrównanego zawadiaki. Niestety również tym razem naraził się władzom uczelni. Zachowywał się ekstrawagancko, wchodził w częste konflikty z miejscową policją, szokował i prowokował dorpackich mieszczan, ogniskował wiele honorowych pojedynków (pogłoski mówią, że było ich około stu) oraz rozbojów. Ostatecznie Dziekoński „zmuszony (...) został wynieść się z Dorpatu” po tym, jak wypuścił na miasto żurawia specjalnie ucharakteryzowanego tak, by przypominał niejakiego generała von Bratke, kuratora okręgu szkolnego dorpackiego.

### Cyganeria Warszawska
Podczas pobytu w Warszawie Dziekoński wdrożył się w formującą się tam cyganerię artystyczną, która szybko okrzyknęła go swoim zwierzchnikiem i nazwała „Papieżem Cyganów”. Cyganie warszawscy nadawali codziennym sytuacjom i zdarzeniom charakter niezwykłości. Ośmieszali strój salonowy, z byle powodu zakładając fraki. Tak samo wyśmiewając powszechny wśród mieszczan kult pieniądza, na co dzień chodzili umyślnie brudno i ubogo. Ich atrybutami były długie włosy, brody oraz trzymane w ręku kije włóczęgów. Stronili od miasta, wędrowali po wsiach, zapisywali podania ludowe, zwyczaje i obrzędy. Cyganeria oznaczała ni mniej, ni więcej grupę młodzieży, która poświęcała się idei „wyrosłej na gruncie wybujałego byronizmu, a oznaczającej ludzi żądnych oświaty i podniesienia ludu, przeciwników obłudy wszelkiej”. Dziekoński był w tym gronie najstarszy i najbardziej wykształcony. Również poglądami politycznymi różnił się od współtowarzyszy; podczas gdy w obrębie Cyganerii panowały nastroje albo skrajnej lewicy, albo skrajnej prawicy, autor Sędziwoja reprezentował umiarkowane i zrównoważone pod każdym względem centrum.
Sześcioletni pobyt Dziekońskiego w Warszawie był najbardziej płodnym literacko okresem w jego życiu (następne lata dzierżyło już nie „słowo”, ale „czyn”). W tym czasie powstały wszystkie te jego dzieła, które zachowały się do dziś. Pisarz, do tej pory słabo orientujący się w najnowszych prądach literackich Europy, szybko zainteresował się prozą francuską oraz niemiecką spod znaku tak zwanego „czarnego romantyzmu”. Kluczową okazała się jednak pasja alchemią i okultyzmem, która stała się odtąd motywem przewodnim twórczości literackiej Dziekońskiego oraz eseistyki publikowanej w specjalistycznych gazetach.
Działalność literacka Dziekońskiego była zatem krótka; autor tworzył pomiędzy 1839 a 1847, łącznie ledwo osiem lat. Później zamilkł zupełnie.

### Emigracja i walka narodowowyzwoleńcza
Portret psychologiczny dojrzałego Dziekońskiego przedstawia człowieka o skłonnościach do religijnej ascezy oraz żarliwej wiary we wszelkie przejawy – mówiąc słowami św. Jana od Krzyża – teologii mistycznej. „Jest to rys charakterystyczny, a tym charakterystyczniejszy, iż Dziekońscy nie byli bogaci: ale Bohdan należał do ludzi poprzestających na małym, a idee swoje stawiał ponad wszystko”.

### Ostatnie lata życia
Gnany tęsknotą za rodakami, Dziekoński odrzucił tę propozycję by wyruszyć do stolicy Francji i tam wdrożyć się na powrót w kręgi emigranckie. Na miejscu szybko rozdał pieniądze pośród najbardziej potrzebujących Polaków, tym samym skazując siebie na głód i ubóstwo, a z czasem – rozbicie moralne oraz fizyczne dysfunkcje serca. Aby wypełnił się kielich goryczy, w wieku 39 lat pisarz zachorował na gruźlicę, chorobę wówczas nieuleczalną. Przez ostatnie lata życia wspierał go przyjaciel, Aleksander Panosiewicz. Sam Dziekoński dla minimalnego polepszenia warunków bytu w czasie choroby, podjął ciężką pracę malarza i rytownika. Nic nie wiadomo o tym, czy z pomocą przybyła mu rodzina. Pozostaje to wciąż w sferze domysłów. W każdym razie, pisarz tknięty został wówczas przypływem gorącej miłości do rodziny, co tylko pogarszało jego stan zdrowia fizycznego.

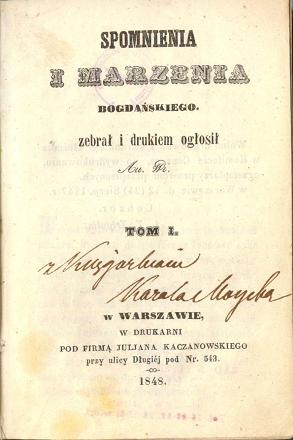
Strona tytułowa „Wspomnień i marzeń Bogdańskiego”

Na łożu śmierci zwierzał się swoim przyjaciołom z niedokończonych planów literackich, w tym wielkiej kilkutomowej powieści na temat losów Polaków na obczyźnie, spisując jednak testament wyraził wolę spalenia wszystkich pozostawionych rękopisów. Zmarł 3 lipca 1855. Pochowano go we wspólnym grobie polskich wychodźców w Avenue des Polonais, na paryskim cmentarzu Montmartre.

## Twórczość
Dziekoński jako człowiek przede wszystkim „romantycznego czynu”, publikował mało, choć niewykluczone jest że jego życie twórcze było płodne. Aby nakreślić sylwetkę tego artysty powinno się uwzględnić również stosy spalonych rękopisów i pierwodruków oraz projekty, których nie udało się zrealizować ze względu na dość wczesną śmierć pisarza. W obecnym kształcie jego spuścizna literacka obejmuje zaledwie jedną powieść i jeden zbiór krótkich nowel fantastycznych (w tym: opowiadanie będące przyczynkiem do większego dzieła oraz kilkanaście pierwszych stron nieukończonej powieści). Wszystkie te dzieła osadzały się w klimacie grozy, mroku i niesamowitości. Wyjątek stanowić miała monumentalna powieść z dziejów polskich tułaczy, o której Dziekoński mówił tuż przed śmiercią, lecz nie zdążył choć po części zrealizować swojej idei.
Na przykładzie najbardziej znanego dzieła Dziekońskiego, powieści Sędziwoj, oraz jego stosunku do utworów pomniejszych, stwierdzić można, że jej najbardziej podstawową cechą jest „pośrednictwo” między światem realnym a nadprzyrodzonym; proza tego romantyka z jednej strony kreuje świat fantastyczny, baśniowy, oparty na logice nauk okultystycznych, z drugiej zaś bazuje na ściśle określonych, rzetelnie odmalowanych realiach historycznych (XVI wiek i XIX wiek). Nie są to zatem ani utwory sensu stricto historyczne ani też zupełnie fantastyczne, lecz coś pośredniego. Sam Dziekoński nie jest jednocześnie, jak większość romantyków, zanurzony w obszarach czystej wyobraźni; w proponowanych przez niego elementach fantastycznych widać świadomy trud częściowej ich racjonalizacji. Druga natomiast najcharakterystyczniejsza – przy tym powtarzająca się we wszystkich jego dziełach – cecha twórczości prozatorskiej bursza wynika z rysu psychologicznego autora, mianowicie: skłonności do ujmowania ludzkiej egzystencji w obrębie doznań mistycznych, duchowego samodoskonalenia oraz ascezy (pogłosy chętnie czytanej przez polskich romantyków książki duchowej, O naśladowaniu Chrystusa Tomasza z Kempis).
Pierwszoplanowymi bohaterami – skądinąd: wnikliwej psychologicznie, erudycyjnej i mocno intelektualnej – prozy Dziekońskiego są osobowości romantyczne; często uwikłane w nieszczęśliwą miłość, nadwrażliwe, przeklęte i postawione między nadzieją a rozpaczą. Autor przedstawia je w całej ich skomplikowanej naturze, odwołując się jednocześnie do jeszcze jednego czynnika motywującego – wiedzy ezoterycznej. Najważniejszym ideałem staje się dla nich wzgarda dla świata i „poszukiwanie absolutu prawdy”, dostępnej tylko dla wybranych, którą osiągają albo za pomocą muzyki, albo alchemii, albo też niezwykłej kondensacji uczuć. Postacie te stale cierpią z powodu dramatycznego rozdwojenia; pokazują to choćby faustowskie wybory bohaterów między wiedzą a szczęściem, rozumem a czuciem, mądrością a miłością będące reminiscencją biblijnego drzewa wiadomości i drzewa życia. Dominującą rolę w życiu młodych adeptów ducha zaczyna odgrywać problem ukrytych sił ludzkiej woli, praktyk nauk tajemnych czy kosmogonicznych interpretacji bliskich herezji.
Jak zauważa Alina Witkowska, nowelistyka Dziekońskiego traktuje więc „o ludziach dziwnych, źle przystosowanych do świata, albo o jednostkach wyjątkowych, demonicznych”, tudzież również o groźnym świecie, gdzie „wspólnym rysem słabych i silnych, ofiar i pogromców, są ich stany wewnętrzne, nierozwikłane tajemnice duszy, dla nich samych niepojęte. Tu tkwi źródło ich chorób, ich dziwności, wobec których bezsilna jest medycyna”. Świat, w jakim przyszło egzystować romantycznym rycerzom wiary to obszar groźny, z jednej strony historycznie...

Ten więc okres przełomu i zaostrzających się konfliktów światopoglądowych, brzemienny w wydarzenia wojny trzydziestoletniej, kiedy to doszło do rozstrzygnięć orężnych między dwoma zwalczającymi się ideologiami, widzi Dziekoński jako czasy ogólnego chaosu, gdy wszystko dla ludzi stawało się zawiłe, ciemne, niezrozumiałe, podlegające dyskusji i wątpliwościom.

...z drugiej zaś – metafizycznie, bowiem świat ten zachowuje realizm do pewnego tylko stopnia. Wystarczy jedno drgnienie duszy, by postaci z portretów ożywały, pełzały rzygacze a kości zmarłych ponawiały taniec danse macabre.
Obok szeregu cech właściwych tylko prozie Dziekońskiego, znalazły się w niej również akcenty niejako programowe względem całego pokolenia Cyganerii Warszawskiej. I tak poważnym źródłem inspiracji stał się dla autora Sędziwoja folklor, fantastyka ludowa, a nawet gdzieniegdzie lekkie przejścia w stronę ludomanii cechującej cały dorobek literacki „cyganów”. Wiele jest również u Dziekońskiego akcentów anty-mieszczańskich, piętnujących wszechwładzę pieniądza, skrajnie wręcz niechętnie odnoszących się do ustroju kapitalistycznego.

Duszne są te smętarze ludzi żyjących nazywane miastami. – Wspaniałe pałace i rzędy domów są tylko szeregiem grobowców. Tu nawet wzrok jest spętany, zimne głazy spotyka lub zimniejszą pierś człowieka kupczącego. Tu myśl jest spętana, niebo nawet dym kominowy ci zasłoni, tu musisz zapomnieć, żeś człowiekiem, a żyć jak jedno kółko machiny bezduszne, bez woli, bo gdybyś własnym życiem się poruszył, to cały rój wyrzuci cię ze swego mrowiska, jako przestępcę praw wiszących na szyldach ulicznych. Żadna pierś czująca nie odetchnie w mieście – tam czołgaj się, jak robak, w ślady za drugimi, a jeśli chcesz skrzydła rozwinąć lub ulżyć oddechem duszy – uciekaj za miasto!

## Dziekoński na tle epoki
Odrębność pisarstwa Dziekońskiego na tle czarnej romantyki daje się dość jasno zauważyć w zestawieniu z dwoma klasykami „opowieści niesamowitych”: z Janem Potockim oraz Edgarem Allanem Poem. U obu – tak jak u autora Sędziwoja – fantastyka nie służyła zaledwie baśniowej atmosferze, lecz stanowiła składową część refleksji nad egzystencją i poznaniem człowieka.
Potocki, niewątpliwie koryfeusz Oświecenia, wszelkie elementy grozy sprowadzał do racjonalnego wyjaśnienia, pokazując naturalny ciąg przyczynowo-skutkowy spraw, które początkowo zdawały się być niepojęte. Poe natomiast pozorność chaosu rozumiał nieco inaczej; jego zdaniem groza i niesamowitość to coś jak najbardziej realnego, w czym tkwi pierwiastek logiczny, matematyczny, osadzony jednak na odrębnej płaszczyźnie poznania niż logika ścisła. Inaczej jest z Dziekońskim. Autor Sędziwoja zrezygnował z roli wizjonera, sceptyka czy analityka zjawisk nadprzyrodzonych. Dał się raczej poznać jako okultysta. Zgadza się na świat magii i zjaw, by w jego obrębie wnioskować o przeznaczeniu człowieka. „Jego świat fantazji różni się od świata przedstawionego przez innych pisarzy”, jednocześnie tkwi bowiem korzeniami w precyzyjnie określonym czasie historycznym i odrywa się od nich w stronę rzeczywistości onirycznej. „Przez to właśnie fantastyczne utwory Dziekońskiego nabierają barw odmiennych, niż to dzieje się u innych pisarzy uprawiających pokrewny gatunek...”.
Swego czasu krytykę literacką dość żywo zajmowała kwestia podobieństwa Sędziwoja Dziekońskiego do, opublikowanej w rok wcześniej, powieści Edwarda Bulwera-Lyttona (Zanoni, 1842) o tej samej tematyce.
Pisarzy bliskich Dziekońskiemu szuka się zazwyczaj w kręgu niemieckiego romantyzmu, ruchu Sturm und Drang, baśniowej fantastyce Jeana Paula Richtera, a przede wszystkim Ernsta Theodora Amadeusa Hoffmanna. Trudno mówić tu jednak o zapożyczeniach czy bardzo bliskich pokrewieństwach w stosunku do literatów znad Renu, o które w późniejszym czasie często i zajadle oskarżano Dziekońskiego. Hoffmannowski jest ogólny klimat jego twórczości: nastrój cudowności i magii, wynikający z aprobaty dla oryginalnej filozofii twórczej autora Diablich eliksirów. Świadomym nawiązaniem do Fausta Johanna Wolfganga von Goethego uczynił autor kilka pobocznych wątków swojej powieści, Sędziwoj, min. miłosny konflikt między Michałem, Arminią i Adelą. Wszelkie pozostałe zbieżności między wątkami u Dziekońskiego i niemieckich romantyków wynikają już tylko ze wspólnych dla całej epoki zainteresowań, źródeł inspiracji oraz grup tematycznych.
Polski slawista, Aleksander Brückner, wskazywał również na pewne podobieństwo prozy Dziekońskiego, zwłaszcza zaś noweli Wyzwolenie zapaleńca, do twórczości innego romantyka – Ryszarda Berwińskiego jako autora Ostatniej spowiedzi. Oba dzieła za punkt kulminacyjny obrały samobójczą śmierć bohatera poprzedzoną litanią do Lucyfera. W ogólnym znaczeniu podobieństwo to miałoby się sprowadzać do wdrożenia w literaturę polską pewnej formy satanizmu.

## Wpływ i inspiracje

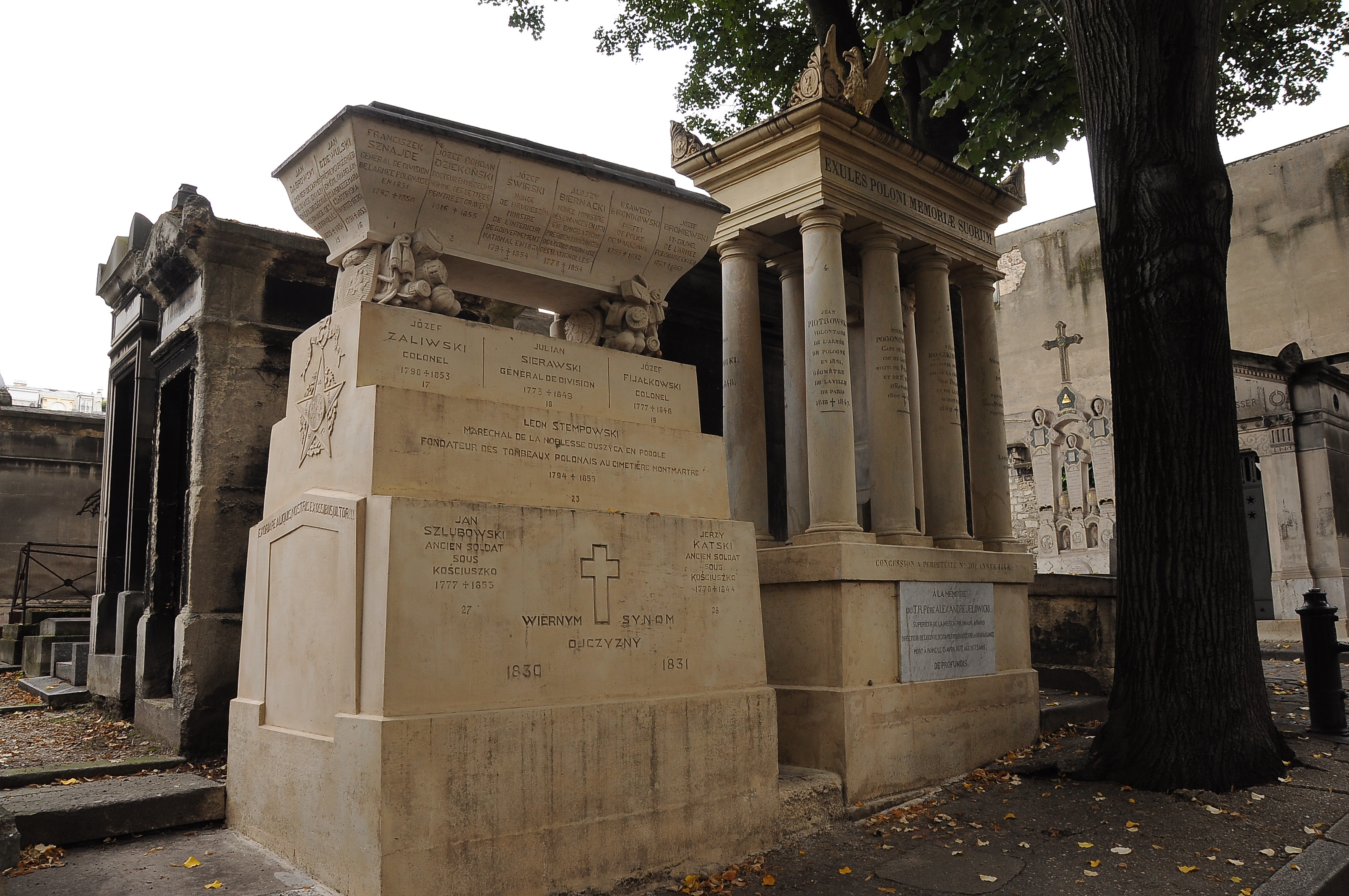
Grób na cmentarzu Montmartre (po lewej stronie)

1. Tomasz z Kempis oraz klasyka literatury ascetycznej[10] –
2. Johann Gottfried Herder[18] –
3. Jean-Jacques Rousseau[19] – choć Dziekoński był z usposobienia pesymistą (zwłaszcza w filozoficznym i historiozoficznym tego słowa znaczeniu), za podstawową i zarazem najbardziej pierwotną właściwość natury człowieka uznawał dążenie do dobra, zło zaś traktował jako efekt jej przeznaczenia.
4. Kazimierz Władysław Wóycicki[19] –

## Recepcja twórczości
Pomimo iż Józef Bohdan Dziekoński uważany był za czołową postać ważnego i doniosłego dla literatury polskiej zjawiska, jakim była Cyganeria Warszawska, dziś jest on twórcą niemalże całkowicie zapomnianym. W niepamięć popadł przy tym bardzo wcześnie, bo na początku XX wieku. Władysław Rajnold Korotyński w artykule z 1896 wymienił Dziekońskiego w szeregu „natchnionych” twórców, wcześniej poczytnych, teraz skazanych na zapomnienie.
Od czasu pierwszych wydań jego książek, tylko Sędziwoj doczekał się wznowienia, po około stu trzydziestu latach. Rzadko wspominają o nim prace naukowe z zakresu literatury romantycznej, albo robią to zdawkowo. Ponadto przed wojną sprawa rangi Dziekońskiego jako pisarza była podważana i właściwie do dziś rozpatrywana jest z dwóch sprzecznych punktów widzenia.

## Publikacje

### Książki autorskie
- Sędziwoj (1845)[23]
- Spomnienia i marzenia Bogdańskiego (t. 1-2, W. 1848)[24]

### Tłumaczenia
- Matylda Eugène Sue (niedokończone, 1841)
- Zaćmienie księżyca Jeana Paula Richtera (1841)
- Chrystus wobec wieku A.F.V. Roselly de Lorgues (1842)
- Zbrodniarz przez stracony honor Friedricha Schillera (1845)
- O naśladowaniu Chrystusa Tomasza z Kempis (niedokończone, 1845)[10]